# Бердзенішвілі Мераб Сидорович
Мераб Сидорович Бердзенішвілі (груз. მერაბ ისიდორეს ძე ბერძენიშვილი; нар. 10 червня 1929, Тифліс, Грузинська РСР, Закавказька СФРР — пом. 17 вересня 2016, Тбілісі, Грузія) — радянський і грузинський скульптор. Народний художник СРСР (1987). Лауреат Державної премії СРСР (1976). Член КПРС з 1970 року.

## Біографія
Навчався в Тбіліської академії мистецтв (1949—1955) у Миколи Канделакі. Член-кореспондент Академії мистецтв СРСР (1988). Почесний іноземний член Російської академії мистецтв (2006).
Депутат Ради Національностей Верховної Ради СРСР 10-11 скликання (1979—1989) від Південно-Осетинської автономної області.
Президент Грузинського культурного фонду (1994).

## Праці
- «Руставелі» (гіпс, 1956, дипломна робота, Парламент Грузії)
- «Руставелі» (бронза, 1966, Москва)
- проект пам'ятника Вахтангу Горгасалі (1958, II премія)
- «Медея» (Бронза, 1968, Бічвінта Різорт Комплекс)
- «Георгій Саакадзе» (Бронза, 1971, Каспі)
- пам'ятник поету Давидові Гурамішвілі в Тбілісі (чавун, 1959—1965, архітектор Володимир Алексі-Месхішвілі)
- декоративна скульптура «Муза» у будівлі Грузинської філармонії в Тбілісі (бронза, 1971, архітектор Іван Чхенкелі)
- пам'ятник на честь 30-річчя Перемоги в Марнеулі (бронза, 1975, архітектор Григорій Бакрадзе)
- пам'ятник королю Лаосу (Бронза, 1975, В'єнтьян, Луанг-Прбанг)
- Пантеон Мтацмінда. Надгробок народного артиста СРСР Серго Закаріадзе.
- Пам'ятник ефіопського царя.

Портрети: грузинська жінка (1958, кілька призів: диплом Всесвітнього молодіжного фестивалю 1960 року), «Ладо Кокіашвілі» (бронза, 1958), «Коте Марджанішвілі» (Тбілісі, станція метро «Марджанішвілі»).

## Нагороди та премії
- народний художник СРСР (1987)
- народний артист Грузинської РСР (1980)
- Державна премія СРСР (1976) — за пам'ятник на честь 30-річчя Перемоги радянського народу у Великій Вітчизняній війні
- Почесний громадянин Тбілісі